# Paul MacLean
Paul Andrew MacLean (ur. 9 marca 1958 w Grostenquin) – kanadyjski hokeista, trener.
Paul MacLean urodził się we Francji, lecz w wieku dwóch lat przeprowadził się do Kanady, gdzie uczył się hokeja w takich miejscach jak Coldwater (Alberta), Chatham (Nowy Brunszwik) i Antigonish (Nowa Szkocja).
Po solidnej karierze juniorskiej został, w 1978 roku, wydraftowany przez St. Louis Blues. Widząc, że nie miał większych szans na bezpośredni awans do pierwszej drużyny Blues, zdecydował się na pójście na Uniwersytet Dalhousie w Halifaksie i występy w olimpijskiej drużynie Kanady.
MacLean wystąpił tylko w jednym meczu w barwach Blues, po czym został oddany do Winnipeg Jets w 1981 roku. W swojej siedmiosezonowej przygodzie w tym mieście na pozycji skrzydłowego, MacLean zaliczył trzy 30-bramkowe i trzy 40-bramkowe sezony. Szczytem jego kariery był sezon 1984–85, w którym zdobył 41 bramek i 60 asyst.
W roku 1988 MacLean przeszedł z Jets do Red Wings, lecz już po roku, w bardzo dużej wymianie, znalazł się z powrotem w St. Louis Blues, gdzie zagrał dwa lata. W sezonie 1990–91 musiał przedwcześnie zakończyć swoją bardzo dobrą karierę pośrednio z powodu kontuzji żebra.
Przed karierą trenerską w NHL Paul MacLean poprowadził Quad City Mallards do zdobycia Colonial Cup w United Hockey League. Pracował już z Mikiem Babcockiem, jako drugi trener Anaheim Ducks. Razem ze swoim współpracownikiem został w 2005 roku zatrudniony przez Detroit Red Wings. 14 czerwca 2011 roku został trenerem Ottawy Senators, zastępując na tym stanowisku Cory'ego Cloustona.
W sezonie NHL (2013/2014) otrzymał nagrodę Jack Adams Award dla najlepszego trenera sezonu.